# Dieta en el islam

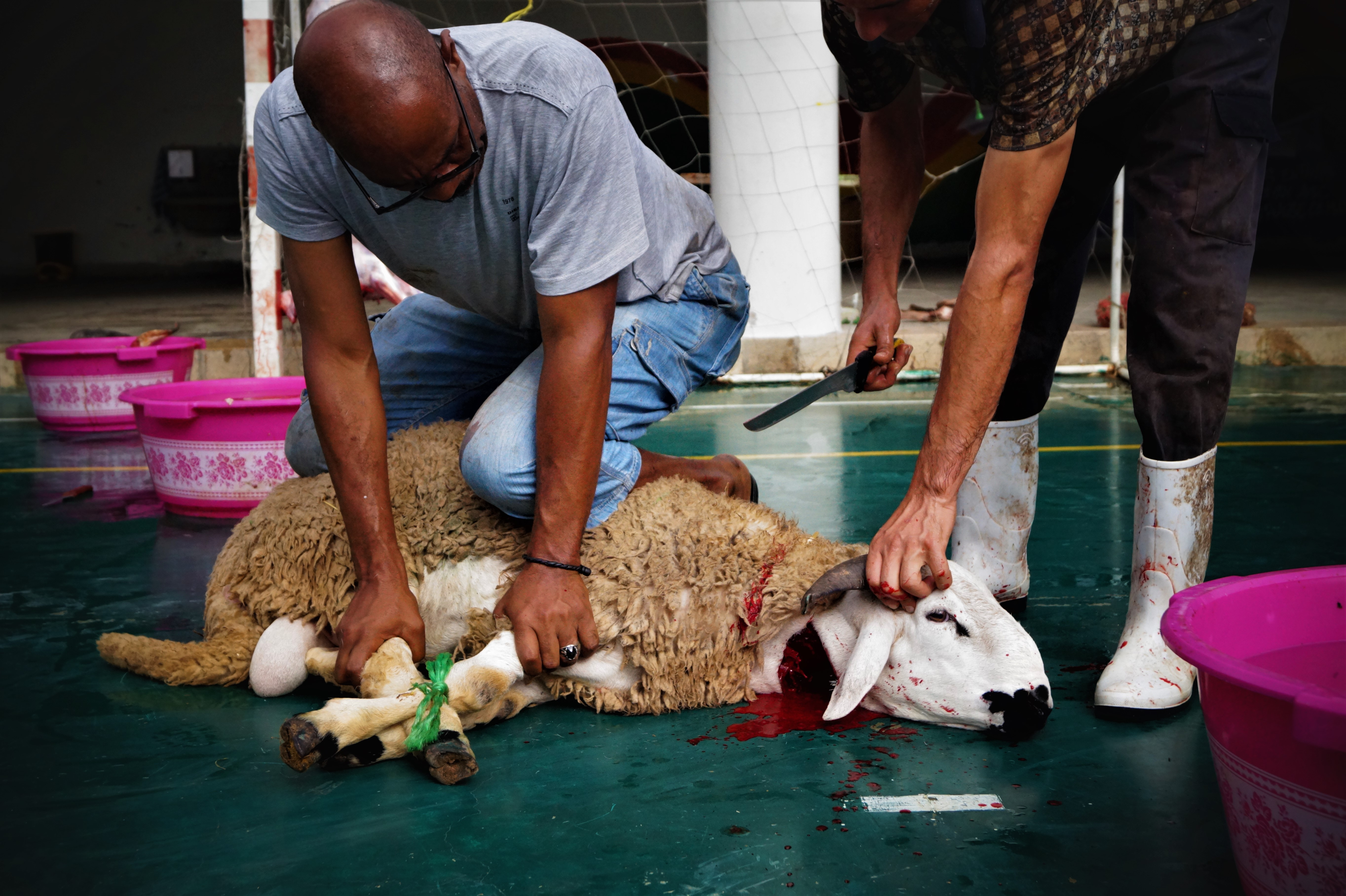
Sacrificio durante Eid al-Adha en Casablanca, Marruecos.

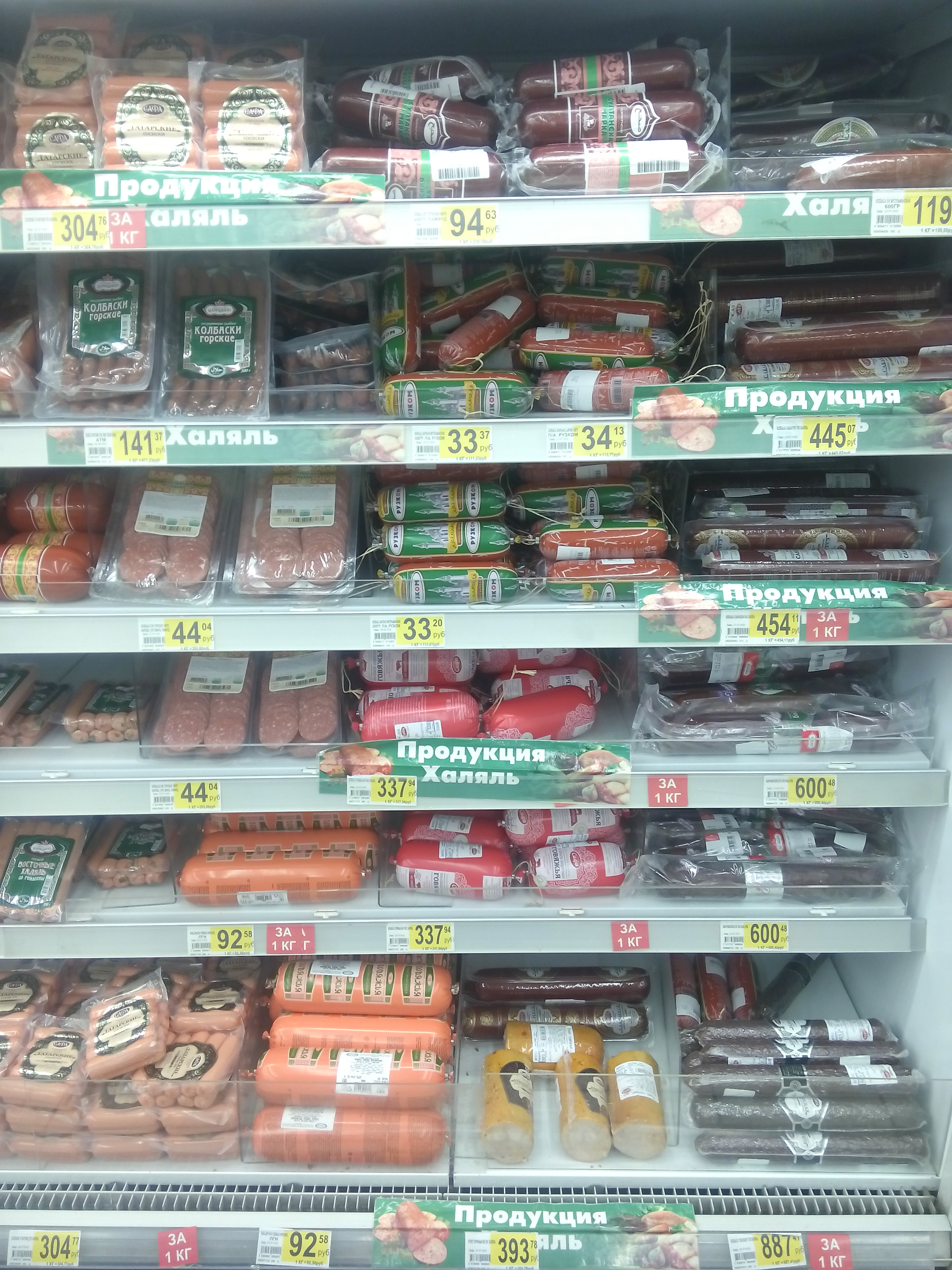
Productos halāl en un supermercado de Rusia.

La dieta en el islam se refiere a las normas alimentarias que la religión musulmana impone a sus fieles. 
La jurisprudencia islámica especifica qué alimentos son halāl (حَلَال «legal») y cuáles son harām (حَرَامْ «ilegal»). Esto se deriva de los mandamientos encontrados en el Corán, el libro sagrado del Islam, así como en el Hadith y Sunnah, que catalogan cosas que el profeta islámico Muhammad dijo haber dicho y hecho. Las extensiones de estas reglas son emitidas, como las fatwas, por mujtahids, con diversos grados de rigor, aunque no siempre se considera que tengan autoridad.
Los únicos alimentos explícitamente prohibidos en el Corán son: carne de animal ya muerto (carroña), la sangre, la carne de cerdo, la carne dedicada a cualquier otra deidad que no sea Allah, la carcomida por depredadores, la sofocada y la muerta en cualquier otra circunstancia que no sea degollamiento en nombre de Allah. En la misma sura Al-Ma'idah (la mesa servida) se expone que la carne ofrecida por los judíos y cristianos es lícita también.

## Prohibiciones alimentarias
Los versos del Corán referentes a los alimentos halāl son: 2:173, 5:5, y 6:118–119, 121. Varias sustancias se consideran ilegales (harām) para el consumo humano y, por lo tanto, están prohibidas según varios versículos del Corán:

### Bebidas alcohólicas

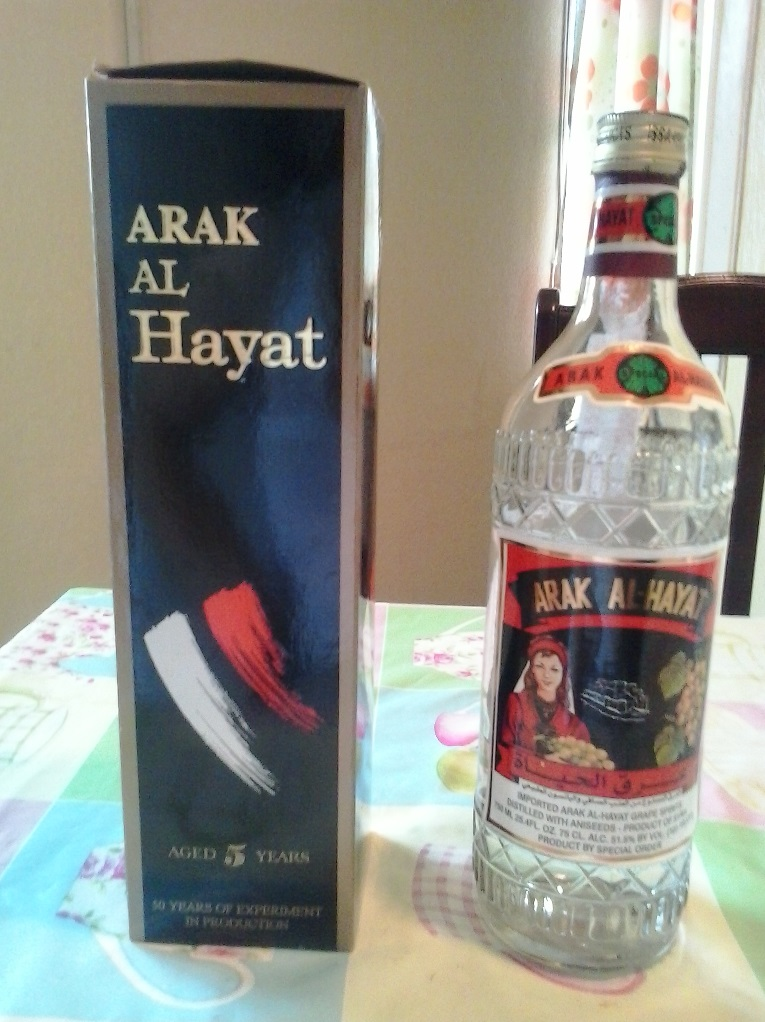
Botella de arak, bebida alcohólica de anís producida y consumida por los cristianos árabes. A los dhimmis se les permite mantener sus costumbres alimentarias.

La ley islámica prohíbe el consumo de intoxicantes (خمر jamr; pl. خمور jumūr) que es como se definen las bebidas alcohólicas. El Corán amonesta en varios versos el consumo de alcohol (كحول kuhul): 

Te preguntan sobre intoxicantes y juegos de azar. Diga: En ambos hay un gran pecado y (alguna) utilidad para los hombres; pero el pecado de ellos es mayor que su utilidad. Y te preguntan qué deberían gastar. Diga: lo que es superfluo. De este modo, Dios les aclara (sus) revelaciones, para que puedan reflexionar.
Corán 2: 219

¡Oh vosotros que creéis! No se acerque a la oración cuando esté borracho, hasta que sepa lo que pronuncia, ni cuando esté contaminado, excepto cuando viaje por el camino, hasta que se haya bañado. Y si está enfermo, o en un viaje, o uno de ustedes viene del armario, o ha tocado a las mujeres, y no encuentra agua, entonces vaya a tierra limpia y alta y frótese la cara y las manos (con eso). Allah es benigno, perdonador.
(Corán 4:43)

¡Oh vosotros que creéis! Los intoxicantes y los juegos de azar, los ídolos y las flechas divinas son solo una infamia de la obra de Satanás. Déjalo a un lado para que puedas tener éxito.
(Corán 5:90)

La mayoría de juristas interpretan cualquier bebida embriagadora como jamr. Algunos también interpretan el opio o el qat como «intoxicantes».
En un principio, estaba prohibido que los musulmanes asistieran a oraciones en estado de embriaguez. Además, los musulmanes más concienzudos se abstienen de consumir productos alimenticios que contienen extracto de vainilla o salsa de soja, ya que estos productos alimenticios pueden contener pequeñas cantidades de alcohol. Existe cierto debate sobre si la prohibición se extiende a los platos en los que el alcohol se cocinaría o si sería prácticamente imposible consumir suficiente comida para intoxicarse.
Las sustancias que son intoxicantes no están prohibidas como tales, aunque su consumo sí. Por ejemplo, el alcohol puede usarse como desinfectante o para limpiar, pero no como bebida.
Los musulmanes alevíes de Turquía permiten el alcohol, a diferencia de muchas otras denominaciones. Los musulmanes ismaelitas también son conocidos por desalentar, en lugar de prohibir, el alcohol. Las sectas Zaydi y Mu'tazili creen que el consumo de alcohol siempre ha sido prohibido y se refieren al aya 4:43 como sensación de somnolencia y no estar despierto.
Una fetua emitida en noviembre de 2015 permitió el consumo de bebidas con bajo contenido de alcohol y sin alcohol, siempre que la bebida contenida contenga una cantidad de 0.5% o algo similar de alcohol no implica considerar su consumo ilegal siempre que no haya ningún efecto del alcohol al consumo de la bebida y no intoxica en grandes cantidades.
El escolar y erudito salafista Muhammad ibn al Uthaymeen de Arabia Saudita, se le preguntó una vez acerca de la cerveza sin alcohol, dado que algunas marcas de cerveza sin alcohol tienen un porcentaje de alcohol. Lo siguiente fue parte de su respuesta:

En cuanto al porcentaje, no piense que cualquier porcentaje de alcohol en una cosa la hace ilegal; más bien, si el porcentaje de alcohol tiene un efecto por el cual cuando una persona bebe esta mezcla, se intoxica, entonces es ilegal. Pero si el porcentaje es muy pequeño sin efecto, entonces es legal. Por ejemplo, un porcentaje como 1%, 2% o 3% no hace que la bebida sea ilegal. Algunas personas malinterpretaron el hadiz que dice: "Todo lo que intoxica en grandes cantidades, entonces se prohíbe una pequeña cantidad", lo que significa que si un pequeño porcentaje de un intoxicante se mezcla con una gran cantidad de una sustancia que no es intoxicante, entonces es ilegal. Este es un malentendido del hadiz. "Cualquier cosa que intoxica en grandes cantidades, un poco de ella es ilegal" significa que si mucho de algo causará intoxicación, y un poco de eso no causará intoxicación, entonces mucho o un poco son ilegales, porque puede beber un poco poco que no causa intoxicación, entonces puede tener la tentación de beber más y embriagarse. Pero si algo se mezcla con alcohol, mientras que el contenido de alcohol es una cantidad mínima y no tiene ningún efecto, entonces es legal y no se rige por este dictamen.
Muhammad ibn al Uthaymeen

La fetua del Comité Permanente de Islamweb.net dice:

Si la bebida que contiene un porcentaje de alcohol intoxica en grandes cantidades, entonces es ilegal consumir cualquier cantidad, grande o pequeña. También se considera prohibido vender o comprar dicha bebida y es obligatorio deshacerse de ella porque se considera khamr (intoxicante). Sin embargo, si el consumo de una gran cantidad de tal bebida no intoxica, entonces está permitido venderlo, comprarlo y consumirlo....
Fatwa nº 299059, islamweb.net

### Carroña y sangre
La sangre y sus subproductos están prohibidos en el sura al-Maʼidah (5:3), donde también se prohíbe el consumo de carroña (animales muertos no-matados), entre otros:

Te está prohibido lo que muere de sí mismo, y sangre, y carne de cerdo, y aquello en lo que se ha invocado cualquier otro nombre que el de Alá, y el estrangulado (animal) y que fue golpeado hasta la muerte, y que fue asesinado por un caer y eso matado al ser golpeado con el cuerno, y lo que las bestias salvajes han comido, excepto lo que matas, y lo que se sacrifica en las piedras colocadas (para los ídolos) y que divides por las flechas; Eso es una transgresión. Este día, los que no creen se desesperan de tu religión, así que no les temas, y temedme. Este día he perfeccionado para ti tu religión y completado Mi favor sobre ti y he elegido para ti el Islam como religión; pero quien se ve obligado por el hambre, sin inclinarse voluntariamente a pecar, entonces seguramente Allah es el que más perdona, el más misericordioso.
Corán, sura 5, verso 3

### Carne de cerdo
El consumo de carne de cerdo y productos hechos de esta están estrictamente prohibido en el islam. El origen de esta prohibición está en Sūrat al-Baqarah:

Él solo te ha prohibido lo que muere de sí mismo, y sangre, y carne de cerdo, y aquello sobre lo que se ha invocado cualquier otro (nombre) que (el de) Dios; pero quien sea impulsado a la necesidad, sin desear ni exceder el límite, no habrá pecado sobre él; seguramente Allah es el que más perdona, el más misericordioso.
Corán, sura 2, verso 173

### Animales dedicados a otro dios que no sea Alah
Los animales dedicados o sacrificados a nombre de un ser humano o santo están prohibidos. Véase arriba el sura 5, verso 3.

### Bestiario de ganado
Las bestias de ganado, es decir, las bestias de pastoreo son legales, excepto las que están explícitamente prohibidas.

¡Creyentes! ¡Respetad vuestros compromisos! La bestia de los rebaños os está permitida, salvo lo que se os recita [aquí]. La caza no os está permitida mientras estéis sacralizados. Alá decide lo que Él quiere.
Corán, sura 5, verso 1

### Cacería durante el peregrinaje
La caza durante el peregrinaje está prohibida.
Sin embargo, la «caza de agua» (pesca con caña) está permitida durante la peregrinación.

Cazar y comer pescado del mar es legal para usted, una disposición para usted y para la gente de mar; pero cazar en tierra te está prohibido mientras estés en peregrinación. Ten en cuenta tu deber hacia Allah, a quien serás reunido.
(Corán 5:96)

### Caza con animales entrenados para la caza
El alimento cazado por aves u otros animales entrenados para ello está permitido.

Te preguntan a ti (Oh Muhammad) qué se les hace lícito. Diga: (todas) las cosas buenas se hacen legales para usted. Y esas bestias y aves rapaces que habéis entrenado como se entrenan los sabuesos, les enseñas lo que Allah te enseñó; así que come de lo que te atrapan y menciona el nombre de Allah en él, y observa tu deber con Allah. Lo! Allah es rápido para tener en cuenta.
(Corán 5:4)

### Dieta de losdhimmis
Los dhimmis, también conocidos como la Gente del Libro, son los judíos y cristianos en tierras musulmanas. La comida de judíos y cristianos es ilegal para los musulmanes y la comida de los musulmanes es legal para judíos y cristianos:

Este día (todas) las cosas buenas se hicieron legales para usted. La comida de aquellos que han recibido la Escritura es legal para ti, y tu comida es legal para ellos. Y también lo son las mujeres virtuosas de los creyentes y las mujeres virtuosas de aquellos que recibieron la Escritura ante ustedes (legítimos para ustedes) cuando les dan sus porciones de matrimonio y viven con ellas en honor, no en fornicación, ni las toman como concubinas secretas. Quien niega la fe, su trabajo es vano y estará entre los perdedores en el Más Allá.
(Corán 5:5)

### Método de matanza
Se prohíbe sacrificar animales por los siguientes métodos:
- Estrangulado hasta la muerte
- Golpeado hasta la muerte
- Matado por una caída
- Asesinado por ser golpeado por un cuerno
- Comido por una bestia salvaje

Te está prohibido lo que muere de sí mismo, y sangre, y carne de cerdo, y aquello en lo que se ha invocado cualquier otro nombre que el de Alá, y el estrangulado (animal) y que fue golpeado hasta la muerte, y que fue asesinado por un caer y eso matado al ser golpeado con el cuerno, y lo que las bestias salvajes han comido, excepto lo que matas, y lo que se sacrifica en las piedras colocadas (para los ídolos) y que divides por las flechas; Eso es una transgresión. Este día, los que no creen se desesperan de tu religión, así que no les temas, y temedme. Este día he perfeccionado para ti tu religión y completado Mi favor sobre ti y he elegido para ti el Islam como religión; pero quien se ve obligado por el hambre, sin inclinarse voluntariamente a pecar, entonces seguramente Allah es indulgente, misericordioso.
Corán, Surah 5 (al-Maʼidah), ayah 3

### Otros

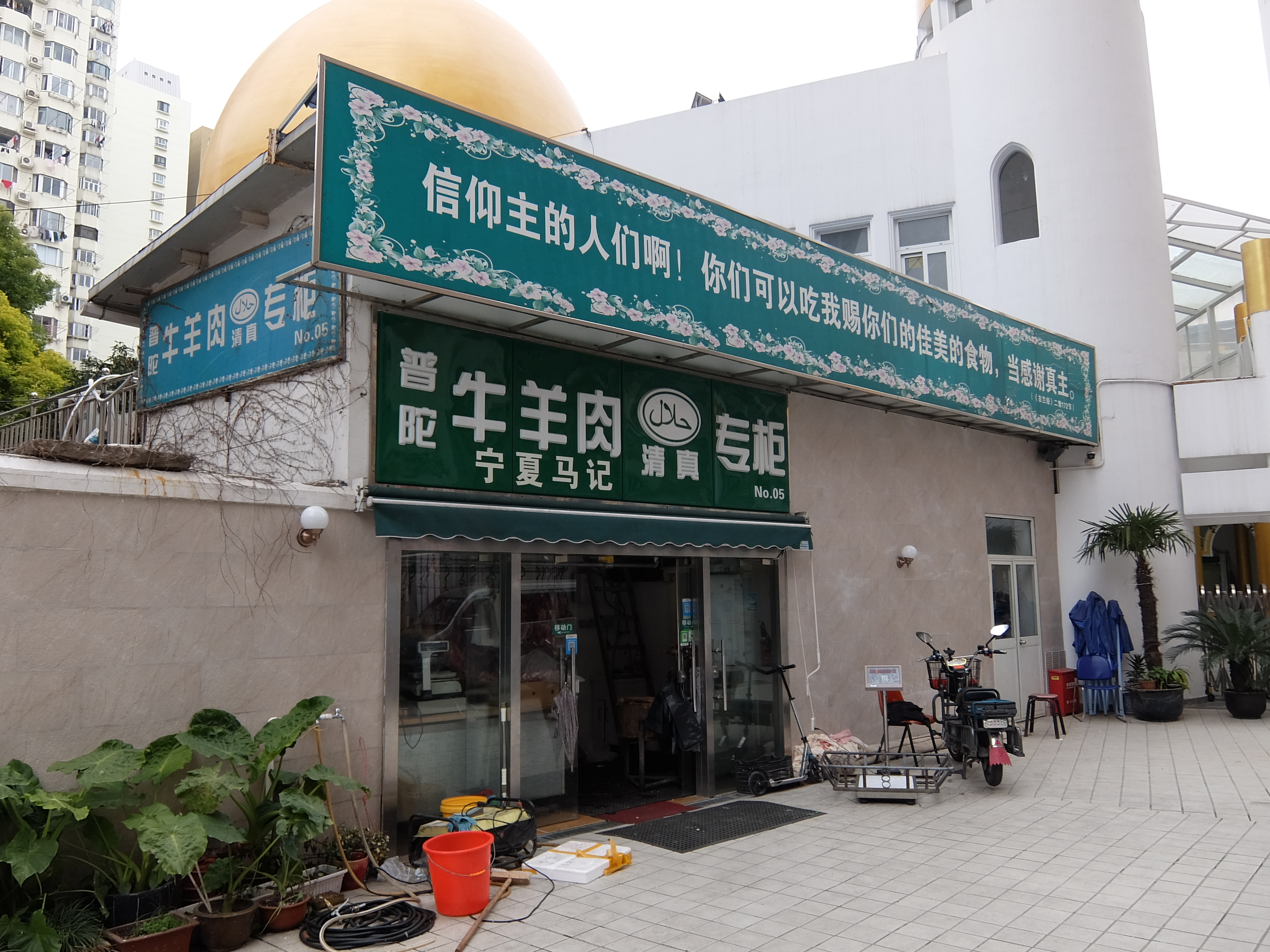
Carnicería Halal en Shanghái, China.

Dhabīḥah (ذَبِيْحَة) es un método prescrito para el sacrificio ritual de animales; No se aplica a la mayoría de los animales acuáticos. El animal debe ser sacrificado mientras menciona el nombre de Dios (Allah en árabe). Según el consenso académico, el animal debe ser sacrificado específicamente por un musulmán, un judío o un cristiano. El animal sacrificado debe ser matado rápidamente con una cuchilla afilada.
No debe sufrir. No debe ver la cuchilla. No debe ver ni oler la sangre de una matanza previa. La lógica principal dada por los clérigos islámicos es el significado de la vida. Muchos clérigos argumentan que la vida, dada por Dios, no es un regalo insignificante, por lo tanto, ninguna entidad, excepto Dios, tiene el derecho de quitar este valioso regalo y al mencionar el nombre de Dios, uno implica el mandato de Dios.
Los animales destinados a la alimentación no pueden ser matados mediante electrocución o ebullición, y la carcasa debe colgarse boca abajo durante el tiempo suficiente para que no tenga sangre.
La pesca se consideran halal (aunque el madhab hanafí difiere en esto; la escuela de jurisprudencia islámica hanafí prohíbe el consumo de mariscos que no sean «peces» con los eruditos en desacuerdo sobre si las gambas y los camarones son peces, pero de acuerdo en que los cocodrilos, cangrejos, langostas, moluscos no lo son. Además, ciertos animales inferiores se consideran haram, incluidos los animales terrestres sin sangre, como los insectos, arácnidos, con la singular excepción de las langostas.
La mayoría de los reptiles también se considera haram, incluidos los camaleones, lagartos y serpientes, como lo son la mayoría de las plagas (hasharat al-Ardh), como los ratones y las ratas.
Sigue habiendo una diferencia de opinión sobre si el consumo de caballo, la mula y el burro están permitidos. En el Corán dice: «Y (Él ha creado) caballos, mulas y burros, para r para montar y usar para el espectáculo; y Él ha creado (otras) cosas de las que no tienes conocimiento». Lo que algunos eruditos han interpretado como una limitación de estos animales para montar y mostrar y no permitir su consumo.
Se prohíbe el consumo de animales depredadores, como leones y tigres, y aves rapaces, como halcones y águilas.
La carne de burro está prohibida por Muhammad, según el hadiz.

Narrado por Ibn 'Umar:
El Profeta prohibió comer carne de burro.

En el islam está prohibido consumir animales que posean colmillos, como por ejemplo: ,perros, osos...

Narrado por Abu Tha'laba:
El Mensajero de Allah (ﷺ) prohibió comer carne de bestias con colmillos (dientes caninos).

En el islam está prohibido consumir aves que tienen garras, como el búho.

Ibn 'Abbas informó que el Profeta Islámico prohibió comer a todas las bestias de presa con colmillos, y a todas las aves que tienen garras (garras).

En el islam está prohibido consumir lagarto.

Narrado Abdur Rahman ibn Shibl: 
El Mensajero de Allah (ﷺ) prohibió comer la carne de lagarto.

Fue narrado que Ibn ‘Umar dijo: «¿Quién come cuervos? El Mensajero de Allah (ﷺ) los llamó alimañas. Por Allah, no son de las cosas buenas y permisibles».

En el islam está prohibido consumir culebras, escorpión, cuervos y ratones.

Fue narrado desde ‘Aishah que el profeta islámico dijo:
«Las serpientes son parásitos, los escorpiones son parásitos, los ratones son parásitos y los cuervos son parásitos».

El profeta islámico prohibió comer anguila y burros. Mahoma prohibió los caballos y mulas como alimento. Mahoma prohíbe el consumo de «animales metamorfoseados» (una nación preislámica que, por desobediente, irreverente o arrogante, fueron castigados y convertidos en animales, como los simios).

## Certificación alimentaria

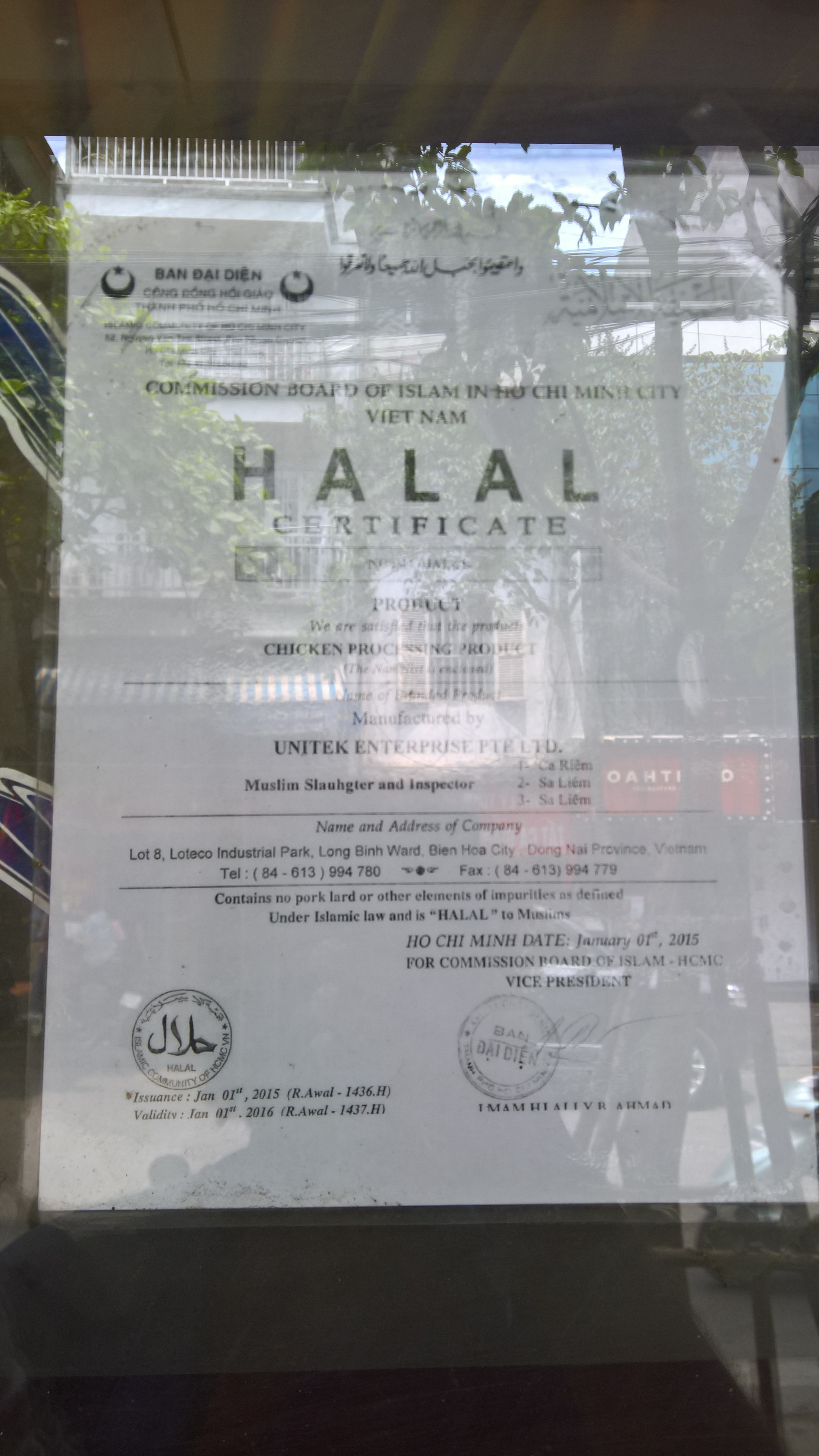
Certificado halāl en un restaurante de Hanói, Vietnam.

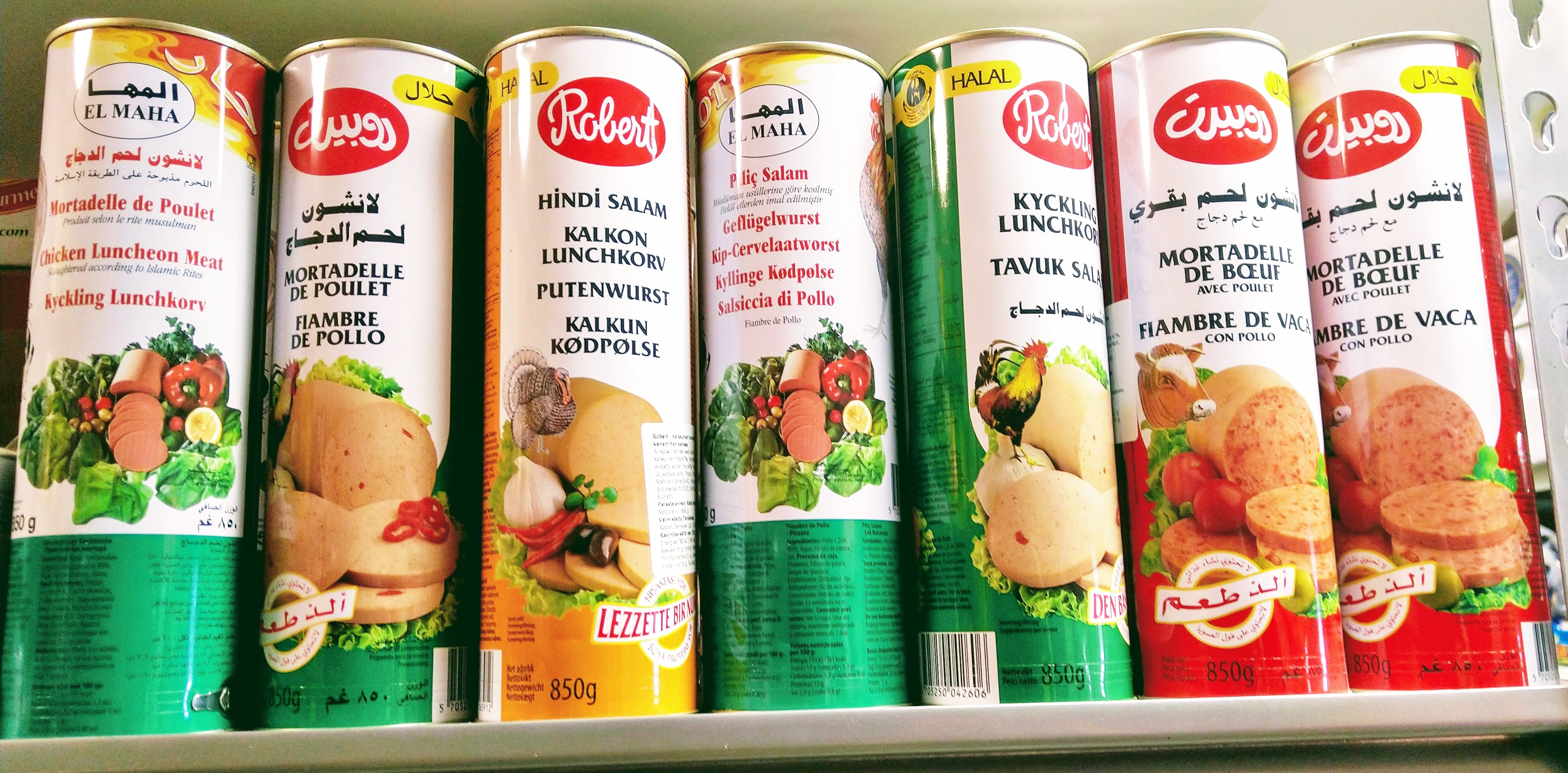
Carne enlatada halal en una tienda de comestibles orientales

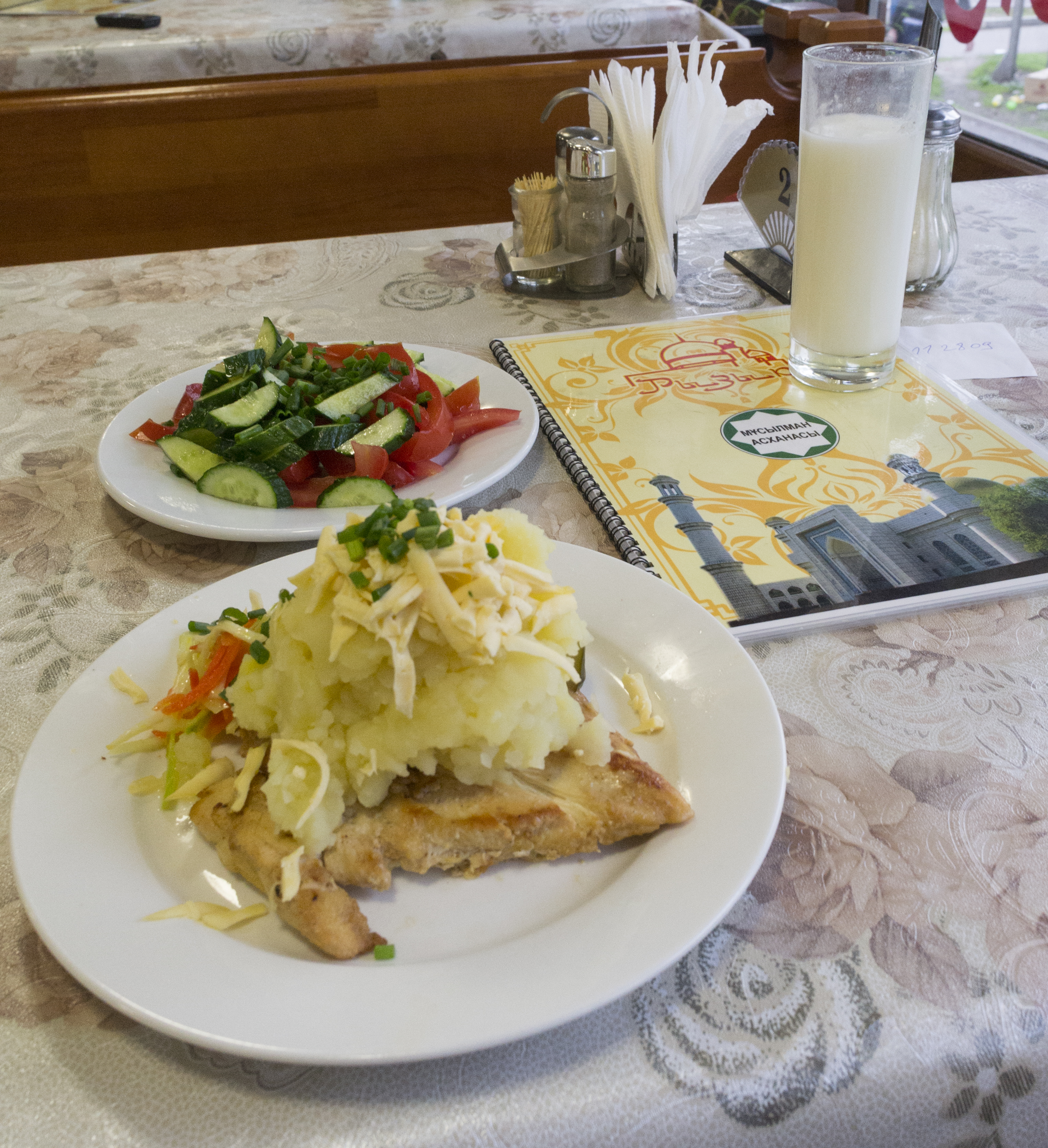
Restaurante Halal en Almaty, Kazajistán. Yurta (papas con carne) y kumis están hechos de ingredientes considerados halal.

Desde principios del siglo XXI, se han realizado esfuerzos para crear organizaciones que certifiquen los productos alimenticios como halal para los consumidores musulmanes en los Estados Unidos. Desde 1991, algunos de los principales fabricantes de sopas, granos, cosméticos, productos farmacéuticos, alimentos preparados y otros productos, así como hoteles, restaurantes, aerolíneas, hospitales y otros proveedores de servicios, han seguido el mercado halal. 
Estas empresas compran productos con certificación halal. Esto puede permitir a las empresas exportar productos a la mayoría de los países del Medio Oriente y los países del sudeste asiático. El certificador halal más antiguo y más conocido en los Estados Unidos se llama Servicios Islámicos de América (Islamic Services of America).
En 2011, el Instituto de Certificación de Productos Halal (Halal Products Certification Institute) se estableció en California y se convirtió en la primera corporación mundial que certificó productos de consumo halal. El instituto fue establecido por académicos intelectuales islámicos y científicos musulmanes para asegurar la difusión de productos de consumo halal.
En Europa, se han creado varias organizaciones en los últimos veinte años para certificar los productos halal. Una encuesta publicada recientemente por una asociación francesa de consumidores musulmanes (ASIDCOM) muestra que el mercado de productos halal se ha desarrollado «de manera caótica» en Europa. Las organizaciones de certificación europeas no tienen una definición común para halal ni han acordado procedimientos de control y trazabilidad. Los controles implementados por las agencias individuales son muy diferentes: pueden pasar de una auditoría anual del matadero, a verificar cada producción con controles permanentes establecidos y monitoreo independiente continuo.
Algunos animales y formas de muerte o preparación pueden hacer que ciertas cosas sean haram para comer, es decir, bebida y alimentos tabú. Estos incluyen lo que se consideran animales inmundos, como los cerdos, o animales enfermos.
En Sudáfrica, la mayoría de los productos de pollo tienen un sello halal. La Autoridad Nacional Halal de Sudáfrica (South African National Halal Authority, SANHA) emite certificados y los productos con este logotipo incluyen incluso productos sin carne como agua, snacks. SANHA también autoriza el uso del logotipo halal en restaurantes donde la comida es halal, además de que no se sirve alcohol ni productos de cerdo.

## Disponibilidad dehalalen regiones no islámicas
Muchos platos aparentemente sin carne, e incluso algunos postres, contienen carne de cerdo, como la mayoría de los tipos de gelatina u otras sustancias no conformes. Existe cierto desacuerdo sobre los aditivos alimentarios, como el glutamato monosódico (MSG) que pueden utilizar enzimas derivadas de la grasa de cerdo en el proceso de producción. Es difícil evitar tales aditivos cuando se come fuera, ya que generalmente no figuran en los menús de los restaurantes. Algunas organizaciones musulmanas compilan tablas de tales aditivos.
Ahora se estima que el mercado halal representa el 20% del comercio mundial de alimentos y está creciendo. Las empresas de Europa y América del Norte que deseen acceder al creciente mercado halal deben obtener sus productos consumibles certificados halal. El Global Halal Institute tiene una lista de certificadores halal aprobados por la mayoría de los países musulmanes con restricciones a la importación de alimentos.

### Europa y Asia

Requerimientos legales para rituales de sacrificios en Europa:
Sin requerir aturdimiento
Aturdimiendo después del corte requerido
Aturdimiento antes del corte requerido
Ritual de sacrificios prohibido
Sin datos

En el Reino Unido, China, Indonesia, Malasia, o Singapur, los restaurantes de pollo frito halal que tienen miles de puntos de venta sirven alimentos halal, como el Adenya Beach Halal Resort, Kentucky Fried Chicken, Nando's, Brown's Chicken y Crown Fried Chicken. A partir de febrero de 2009, los restaurantes Kentucky Fried Chicken en el Reino Unido comenzaron a vender comidas halal en varios restaurantes.

### América
La primera empresa de alimentos halal aprobada por el USDA en los Estados Unidos es Midamar Corporation. La compañía comenzó a producir productos de carne halal, pollo, cordero y pavo para consumo nacional e internacional en 1974 y tiene su sede en Cedar Rapids, Iowa, donde se encuentra una de las comunidades musulmanas más antiguas de América y la mezquita más antigua de América. En Dearborn, Míchigan, el hogar de una de las poblaciones musulmanas y árabes más grandes de los Estados Unidos, algunas cadenas de restaurantes de comida rápida como McDonald's han introducido nuggets de pollo y sándwiches de pollo halal.
Popeyes Louisiana Kitchen, en Ontario no tiene certificación halal (dependiendo de la ubicación); Sin embargo, en 2012 estalló una disputa legal entre un grupo de 14 franquiciados musulmanes y la cadena por la decisión de la compañía de utilizar aves sacrificadas a máquina. Los catorce puntos de venta del área de Toronto utilizan aves halal sacrificadas a mano y están demandando a la compañía para que puedan continuar haciéndolo.
La comida halal está generalmente disponible en Trinidad y Tobago, aunque no todos los establecimientos de comida rápida y las tiendas de aves de corral tienen certificación halal.